# Zendrówka

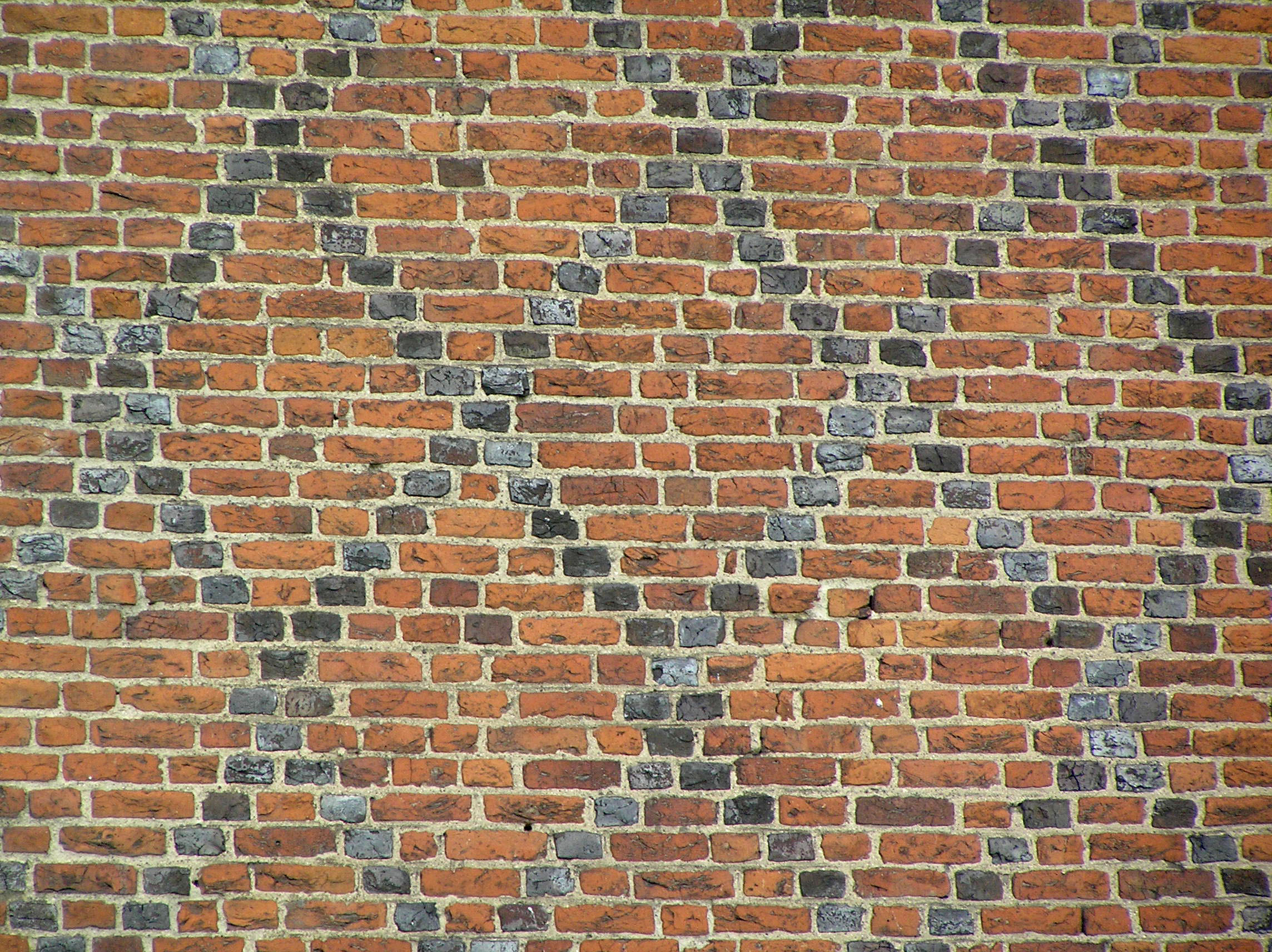
Dekoracja ściany wzorem z zendrówki (zamek w Radzyniu Chełmińskim, XIV w.)

Zendrówka – cegła ceramiczna zbyt mocno wypalona, częściowo zeszklona.
Jej powierzchnie są błyszczące i ciemniejsze niż cegły zwykłej – poprawnie wypalonej – zwanej wiśniówką. Stosowana do budowy fundamentów i mocno obciążonych części budowli. W okresie gotyku stosowana często w celach dekoracyjnych do tworzenia geometrycznych wzorów urozmaicających powierzchnie ceglanych ścian.
Nazwa pochodzi albo od niemieckiego określenia spieczenia (aż do zeszklenia) gliny w wysokich temperaturach – sintern albo od francuskiego słowa określającego popiół – cendre.